# Kostel svatého Jiří (Nymburk)
Kostel svatého Jiří je renesanční kostel církve římskokatolické vystavěný v Nymburce v 16. století. Nachází se jihozápadně od historického jádra města v Tyršově ulici. Kostel je od roku 1958 chráněn jako kulturní památka České republiky.

## Historie kostela
O gotickém kostele stojícím u silnice na Drahelice existují písemné záznamy již ze 14. století. Později byl zničen a na jeho místě byl roku 1569 postaven renesanční kostelík sv. Jiří. Roku 1741 byl poničen pruským vojskem, které v něm ustájilo koně. Ve stejné době byla poškozena střecha a odcizen zvon. Roku 1770 byla postavena (možná jen upravena) zvonice. Roku 1787 kostel začal sloužit jako hřbitovní kaple, přičemž okolní hřbitov byl významně rozšířen (byl na něm pohřben např. básník Otakar Theer). Roku 1820 byl kostel poškozen požárem a následujícího roku ještě vichřicí. Opraven byl roku 1824. Tehdy byl podstatně přestavován.
Roku 1962 byl kostel uzavřen veřejnosti. Hřbitov kolem kostela byl v letech 1967–1969 necitlivým způsobem zrušen. Na místě byly ponechány pouze dvě hrobky (v jedné je pohřben profesor brněnské techniky Gustav Červinka). Hroby byly rozebrány, náhrobní kameny rozprodány (zachráněno bylo pouze několik nejcennějších náhrobků) a prostranství následně zplanýrovaly buldozery. Mimo jiné byla ztracena sochařská výzdoba. Na nový městský hřbitov bylo přeneseno pouze několik desítek pozůstatků. Okolí se změnilo v parčík v jehož blízkosti byl postaven zimní stadion.
Veřejnosti byl kostel zpřístupněn až po 50 letech na Noci kostelů 2012. Při té příležitosti byla do interiéru umístěna výstava o zničených kostelech a za budovou streetartový umělec Jan Kaláb (Point) vytvořil výtvarný objekt s názvem Red Point.

## Popis
Jednolodní podélná stavba se sedlovou střechou a sanktusovou vížkou. V ose stavby trojboce uzavřený presbytář s křížovou klenbou, na který navazuje novější nízká hranolová zvonice s přízemní sakristií. K západnímu průčelí byla dodatečně přistavěna předsíň. Po stranách lodi dva páry oken zakončených lomenými oblouky. Hlavní oltářní obraz sv. Jiří namaloval Václav Mánes. Boční oltář zdobil obraz sv. Vojtěcha od nymburského malíře Václava Kramolína. Obrazy byly přesunuty do depozitářů.